# IRAS 17163-3907
IRAS 17163-3907 是一個近年被發現的黃特超巨星，距離地球約 13000 光年，位於天蠍座，是目前已知距離地球最近的黃特超巨星。該恆星位於其本身噴出的氣體和塵埃所形成的外層中，因為其外表使一些天文學家稱呼它為「荷包蛋星雲」（Fried Egg Nebula）。黃特超巨星在演化中活動相當激烈，會發生一系列爆炸性活動。

## 發現
該恆星發現於 1976年，剛發現時該恆星質量測定值比現在所測定的少很多，且是現在測定距離的四倍遠。1983年該恆星被收入星表。雖然該恆星光度極高，但長久以來並不為人所知，直到最近發現它是黃特超巨星。

## 特徵
該恆星的體積是太陽的 1000 倍，其直徑相當於木星的軌道。從地球上看該恆星就像一個荷包蛋，其外層半徑約 6000 天文單位，因此得到了「荷包蛋星雲」（Fried Egg Nebula）的別稱。本條目中該恆星影像是在中紅外線波段，由智利北部阿他加馬沙漠中甚大望远镜的儀器 VISIR 拍攝。拍攝影像所使用的濾鏡波長為 12,810 nm（紅色）、8590 nm（藍色）和  11,850 nm（綠色）。其光度是太陽的 500,000 倍。距離地球約 13,000 光年，是至今距離地球最接近的黃特超巨星。本條目的影像是所有曾拍攝過的黃特超巨星影像中品質最好的之一。一般認為它會以超新星結束生命。

## 外層
這顆恆星的特徵是有兩層外殼。充滿塵埃殼層中的物質來源是恆星的噴發，這在黃特超巨星是很常見的事件。這顆恆星在數百年中噴發的物質相當於我們太陽的質量。在殼層中也發現有豐富的氧，而僅是外殼就有太陽質量的4倍。造成這兩層物質噴發的時間間隔大約是400年。這顆恆星的周圍可能有更多層的外殼，但是在VISIR這件儀器的視野中不足以檢測出來。
包圍著IRAS 17163-3907的雲氣的物理性質被假設和黃特超巨星IRC+10420相似。